# Lope de Rueda

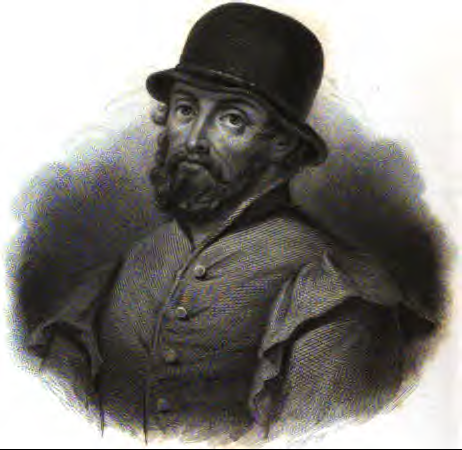
Lope de Rueda

Lope de Rueda (* um 1505<1510 in Sevilla; † 1565) war einer der ersten dramatischen Dichter Spaniens.

## Leben
Rueda war anfangs Goldschläger, ging aber aus Neigung zu einer Schauspielertruppe, bei welcher er als Künstler und Autor wirkte und deren Direktor er wurde. Er spielte mit außerordentlichem Erfolg in Sevilla, Córdoba, Valencia, Segovia und, wie man sagt, auch am Hofe Philipps II. In Córdoba verfasste er am 21. März 1565 seinen letzten Willen, war jedoch schon so geschwächt, dass er ihn nicht mehr unterzeichnen konnte und starb vermutlich kurz darauf.
Laut Cervantes ist Lope de Rueda in der Kathedrale von Córdoba begraben. Er war zweimal verheiratet, zuerst mit der in schlechtem Ruf stehenden Schauspielerin Mariana, die später Mätresse des Herzogs von Medinaceli wurde und zum zweiten Mal mit Rafaela Angela, mit der er eine Tochter hatte.

## Werk
Seine postum veröffentlichten dramatischen Arbeiten (Valencia 1567, Sevilla 1576, Logroño 1588), von denen eine Auswahl in Böhl de Fabers Teatro antiguo español (Hamburg 1832) und Ochoas Tesoro del teatro español (Paris 1838) sowie in der Biblioteca de autores españoles, Band 2, enthalten ist, bestehen aus vier Komödien, zwei Pastoralgesprächen und zwölf sogenannten Pasos, kleinen burlesken Spielen, die als Vorläufer der späteren Zwischenspiele (Entreméses) anzusehen sind und sich durch naturalistische Schilderung des Alltags, durch Witz und Laune, besonders aber durch die vortreffliche Sprache auszeichnen. Rueda führte gewisse Figuren als stehende Rollen in das Schauspiel ein; auch schreibt man ihm die Einteilung der Schauspiele in Akte zu. Eine Auswahl seiner Stücke in deutscher Übersetzung enthält Moritz Rapps Spanisches Theater, Band 1 (Hildburghausen, 1868).